# Am Berge (Güstrow)

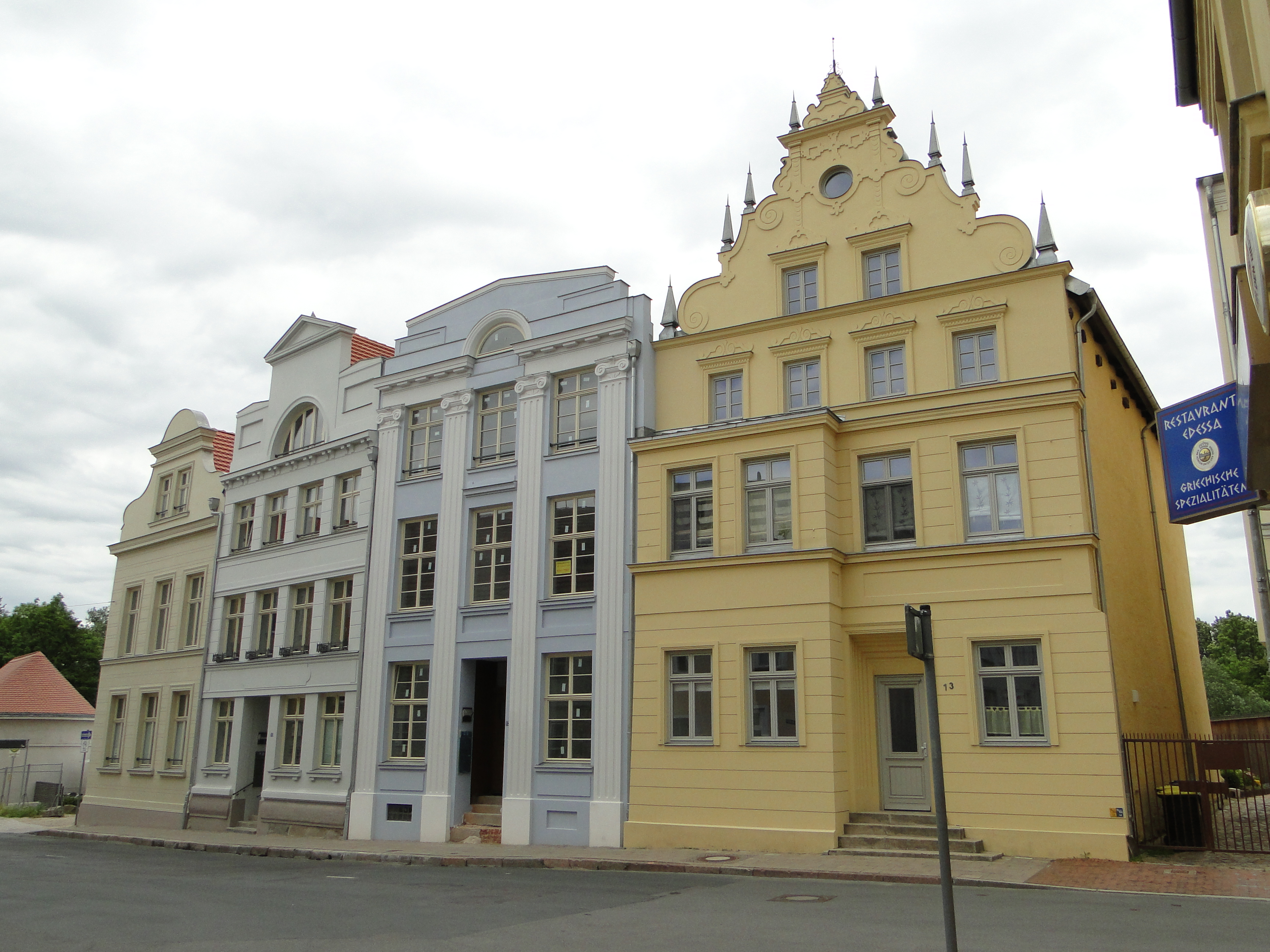
Nr. 10 bis 13

Die historische Straße Am Berge in Güstrow liegt in der östlichen Altstadt.
Sie führt in Süd-Nord-Richtung von der Langen Straße und Mühlenstraße bis zur Straße Pferdemarkt und zur Bleicherstraße (Bundesstraße 104) und Am Mühlentor.

## Nebenstraßen

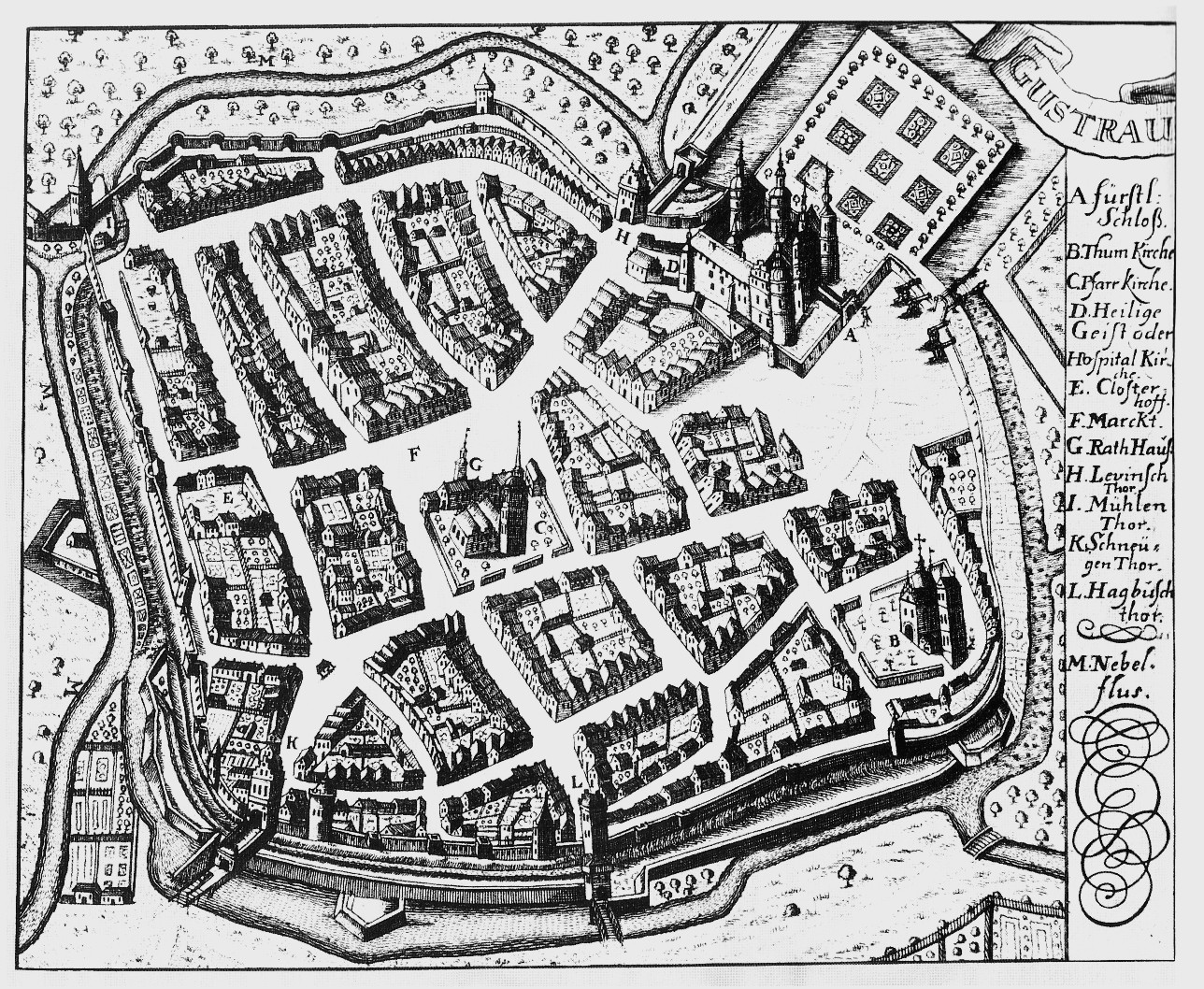
Güstrow 1706, oben Straße Am Berge

Die Nebenstraßen und Anschlussstraßen wurden benannt als Lange Straße (früher Mauerstraße), Mühlenstraße nach den früheren Wassermühlen, die in diesem Mühlenquartier standen, Baustraße nach den hier bauenden Ackerbürgern, Baderstraße nach dem mittelalterlichen Beruf und Betreiber einer Badestube, Bleicherstraße nach der Bleiche (Rasenbleiche), ein altes Verfahren zur Aufhellung von Textilien, Am Mühlentor nach dem am Ende des 19. Jahrhunderts abgerissenen mittelalterlichen Stadttores in der Stadtmauer Güstrow.

## Geschichte

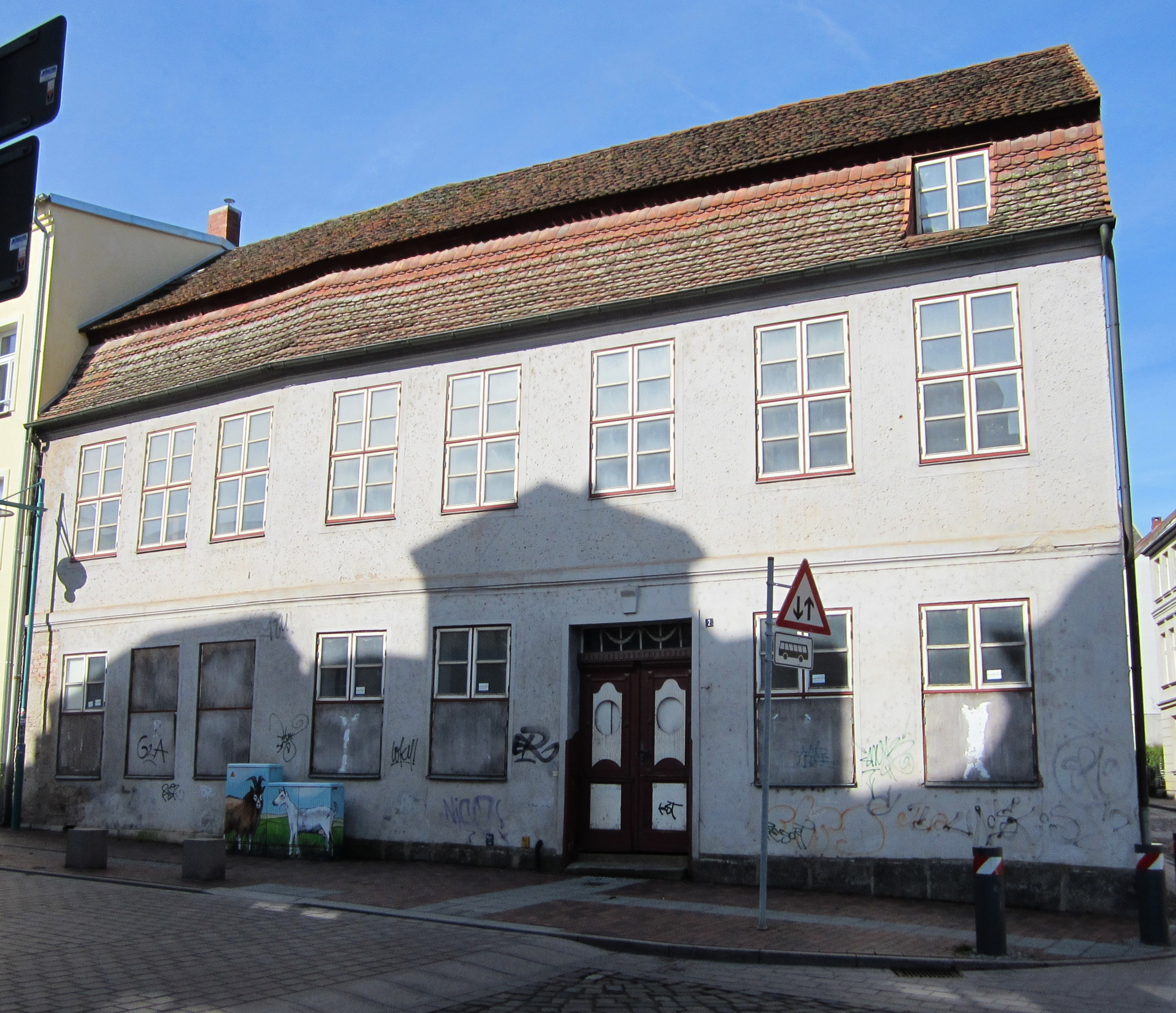
Nr. 2

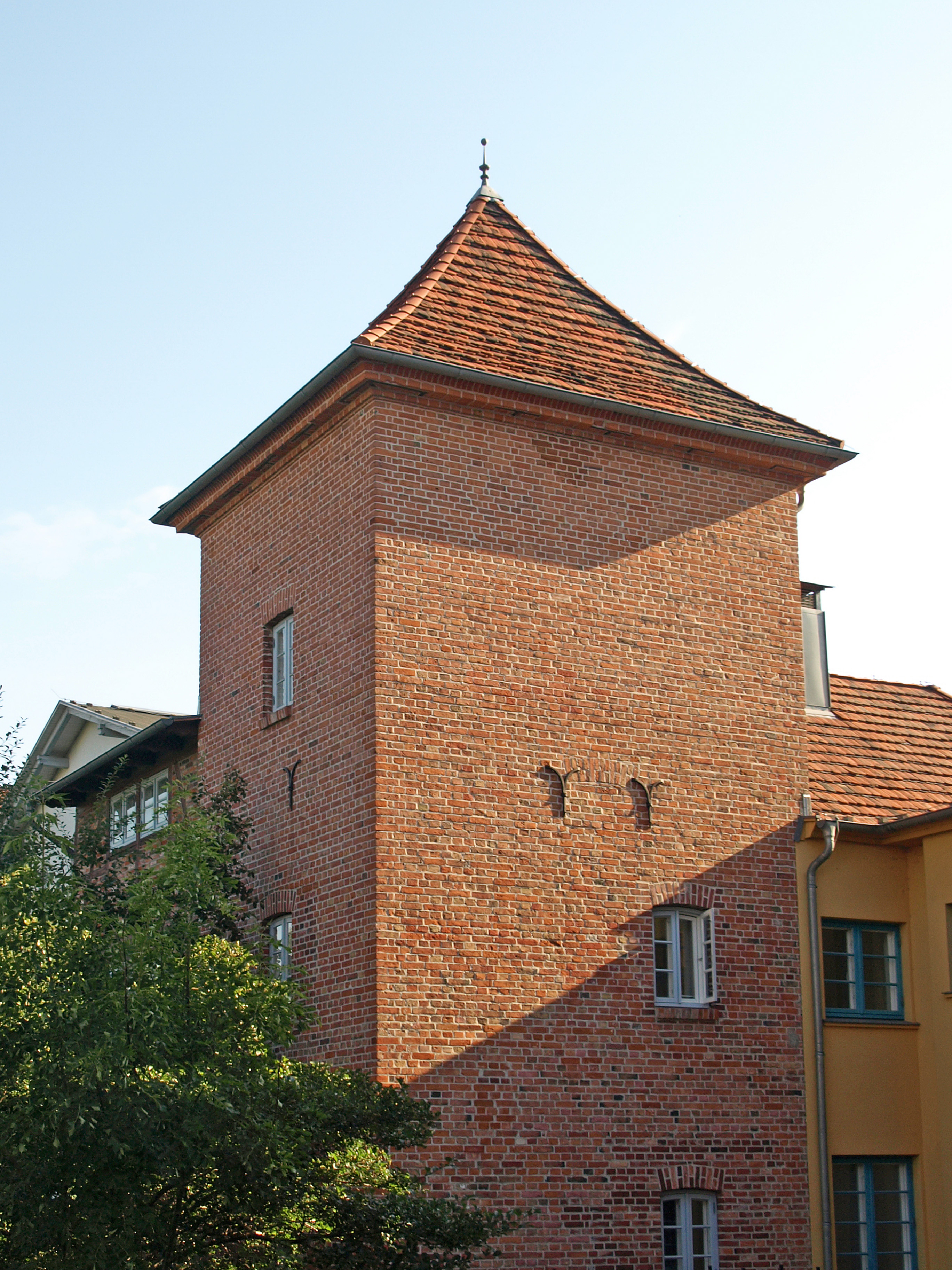
Nr. 4: Wasserturm

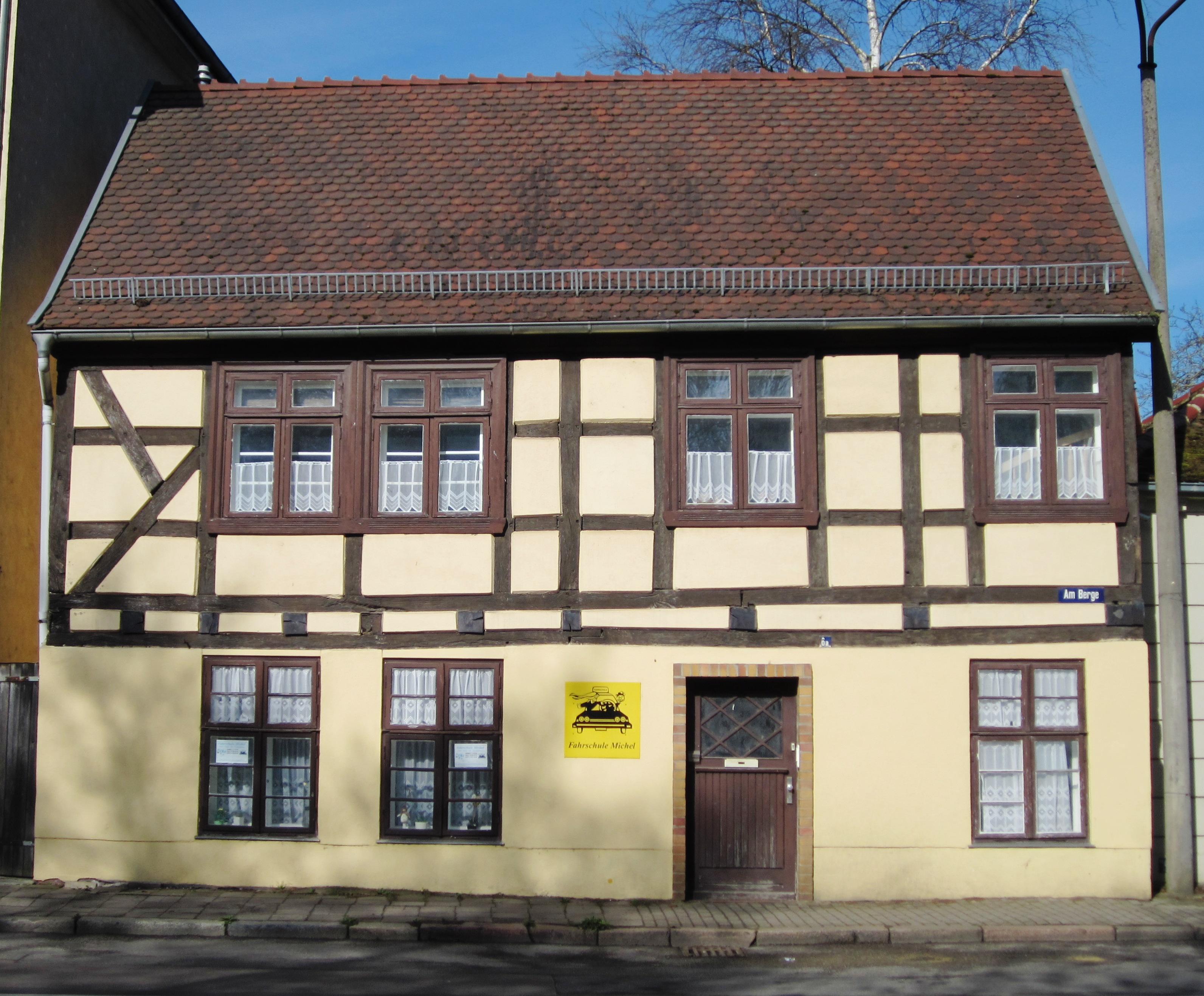
Nr. 6a

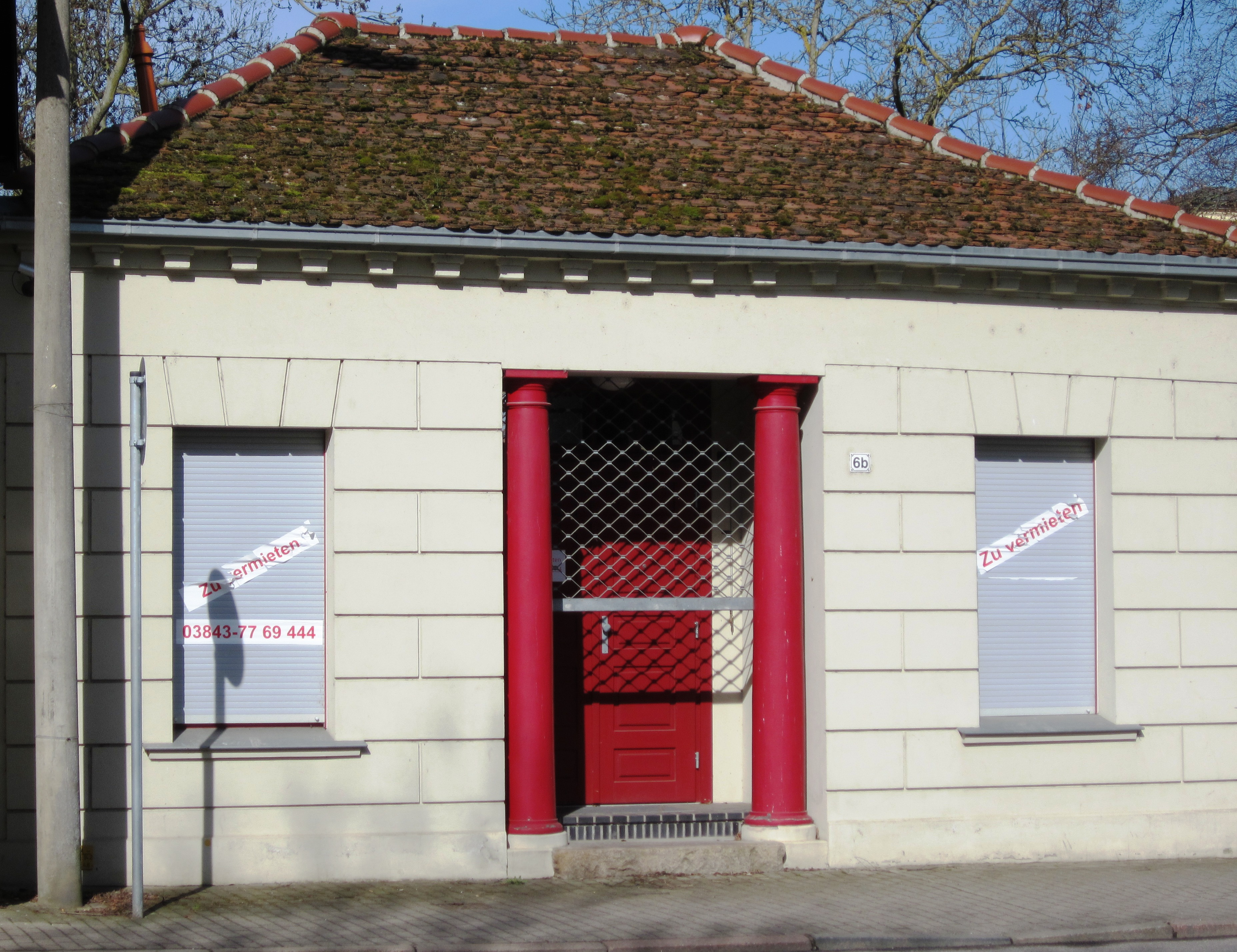
Nr. 6b: Torhaus

Die Straße wurde benannt nach dem leichten Gefälle der Straße in Richtung der Nebelniederung. Früher hieß die Straße Ziegenmarkt.
Güstrow besteht seit um 1100 und war von 1229 bis 1436 sowie von 1556 bis 1695 Residenzstadt. Die slawische Burg und Schloss Güstrow prägten den Ort. Nach dem großen Stadtbrand von 1503 wurden viele Häuser neu erbaut.
Die Straße markiert mit der Langen Straße in etwa den östlichen Verlauf der Güstrower Stadtmauer. Gegen Ende des 19. Jahrhunderts fand der Abbruch des Mühlentores statt.
Hier wurde die mittelalterliche Wassermühle betrieben mit dem durch ein Wehr aufgestauten Wasser der Nebel. 1827 kam der Neubau der Rapsölmühle und 1882 daneben das erste Wasserwerk. 1923 endete der Mühlenbetrieb; die Mühlenturbine betrieb einen Generator für das Wasserwerk. Die Sagemüllersche Brauerei an der Straße braute bis zur Wende u. a. das Kniesenack-Bier.
Ab 1991 wurde die historische Altstadt als früheres Nationales Flächendenkmal und nun Modellstadt der Städtebauförderung saniert und so auch die Straße (2013) und ihre Häuser (2010–18).

## Gebäude, Anlagen (Auswahl)
An der Straße stehen überwiegend zwei- und dreigeschossige sanierte Häuser. Die mit (D) gekennzeichneten Häuser stehen unter Denkmalschutz.
- Nr. 1: 3-gesch. Wohn- und Geschäftshaus, saniert 2014
- Nr. 2, Ecke Baustraße: 2-gesch. 8-achsiges Wohnhaus aus der zweiten Hälfte des 18. Jahrhunderts (D) mit Haustür, seitlichem Fachwerkgiebel, Mansarddach und Anbau, früher über 100 Jahre alte Schmiede, dann Schlachterei und Schuhmacherbetrieb, saniert 2017[6]
- Nr. 3, Ecke Baustraße: 3-gesch. Wohn- und Geschäftshaus aus der Gründerzeit

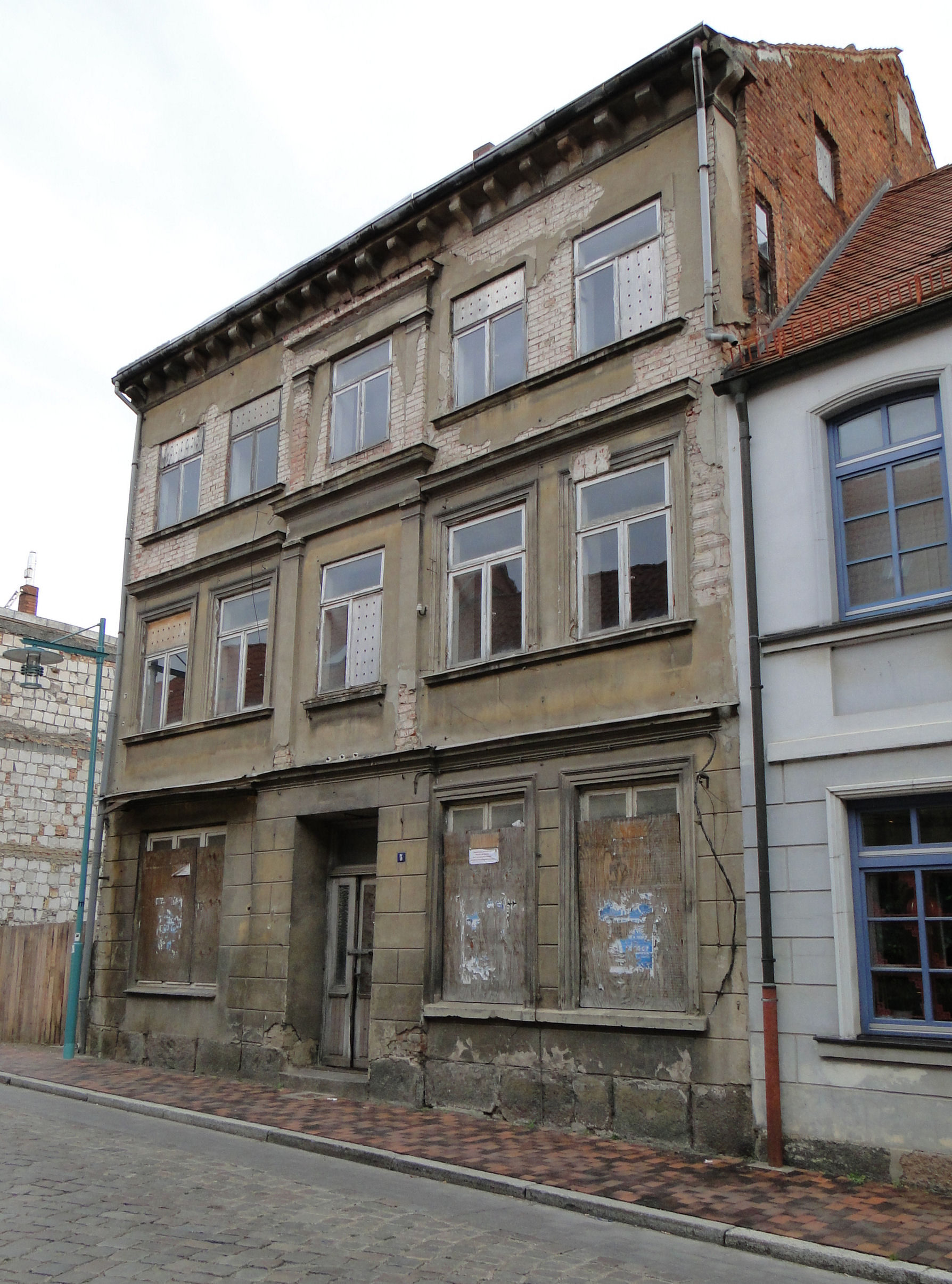
Nr. 4/5: 2- und 3-gesch., teils verklinkertes Wasserwerk mit quadratischem Wasserturm und Pumpstation von 1882 (D), Um- und Anbau 1912, heute Stadtwerke Güstrow mit Stromissimo; saniert in den 1990er Jahren, 2001 auch Kundenservicecenter
- Nr. 6a: 2-gesch. Wohnhaus (D), um 1995/2000 saniertes Fachwerkhaus
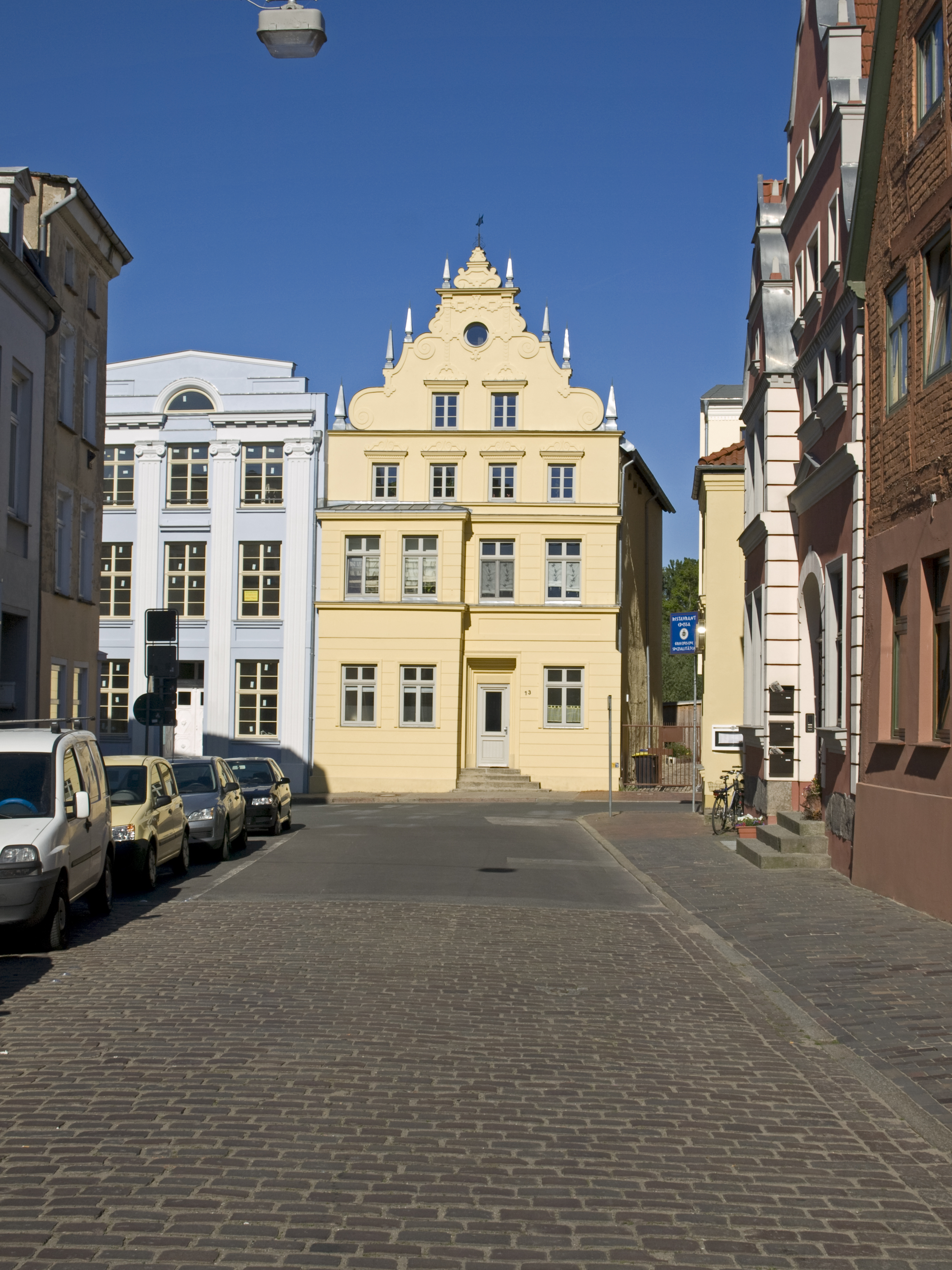
Nr. 6b: 1-gesch. ehem. Torhaus (D) mit Walmdach und rubinrotem Säulenportal
- Nr. 8: ehem. Einfahrt zur Kniesenack Brauerei und 1-gesch. ovaler Pavillon der Städtischen Werke, heute Eiscafé, saniert 2010
- Nr. 9: Baulücke: Zuvor: 2-gesch. neoklassizistisches Wohnhaus (D), 1910 Aufstockung mit einem Mezzaningeschoss und Umbau für das Gasthaus Zur Klause, später Wohn- und Geschäftshaus (Restaurant Lau und Brunnenbaugeschäft), ab 1990 Leerstand und Abbruch nach 2005, heute ein um 2011 gestalteter Freiraum
- Nr. 10: 2-gesch. barockes Wohnhaus (D), Giebel mit rundem Abschluss, Seitenwand mit Fachwerk und 4-gesch. Giebelrisalit, saniert 2012,  Bauherrenpreis 2013, heute mit Praxis
- Nr. 11: 3-gesch. klassizistisches Wohnhaus und Hintergebäude (D), hoher oberer Abschluss, früher als Nr. 39 mit altdeutscher Bierstube Kniesenack, saniert 2012
- Nr. 12: 3-gesch. klassizistisches Wohnhaus (D) Pilaster mit Ionischen Kapitellen, dominanter oberer Abschluss, saniert 2012
- Nr. 13: 3-gesch. barockes hellgelbes Wohnhaus (D) früher mit Konsum-Teppichladen, saniert 2010
- Am Berge / Bleicherstraße: Brücke von vor 1900 (D)